# اولریش لیند
اولریش لیند (آلمانی: Ulrich Lind؛ زادهٔ ۴ نوامبر ۱۹۴۲) تیرانداز اهل آلمان است.